# Schronisko górskie w Ravnim Dabarze
Schronisko górskie w Ravnim Dabarze (chorw. planinarski dom u Ravnom Dabru) – schronisko turystyczne w Chorwacji w Welebicie.

## Opis
Schronisko górskie Ravni Dabar (723 m) znajduje się pod wielkim szczytem (kukiem) Čelinac, który daje mu wyjątkową malowniczość. Schronisko jest doskonałym punktem do wycieczek na Dabarski kukovi. Jest zaopatrzone w wodę z cysterny, na parterze jest jadalnia, sanitariaty, kuchnia i pomieszczenie gospodarza, a całe poddasze jest urządzone jako wspólna sypialnia. Jest otwarte w weekendy, dysponuje napojami i jedzeniem po umówieniu się, ma 50 miejsc noclegowych. Znajduje się na obszarze Parku Przyrody Welebit.

## Dostęp
Dojazd samochodem z dabarskiej drogi Sušanj – Štirovača, 1 km na północ od Dabarskiej kosy w prawo odbija droga szutrowa, która zjeżdża do parkingu koło schroniska.